# فيزياء جزيئية

الفيزياء الجزيئية هي دراسة الخواص الفيزيائية للجزيئات ودراسة الروابط الكيميائية التي تربط الذرات المختلفة مكونة الجزيئات. وبالتالي يشكل هذا العلم فرعا أساسيا في فهم أسس الكيمياء ودراسة المطيافيات (أطياف الأشعة تحت الحمراء ومطيافية الرنين النووي المغناطيسي (NMR).
يعتبر هذا العلم وثيق الصلة بالفيزياء الذرية ويتقاطع بشكل كبير مع الكيمياء النظرية والكيمياء الفيزيائية والفيزياء الكيميائية .